# Скворцы-мино
Скворцы-мино (лат. Mino) — род воробьиных птиц из семейства скворцовых (Sturnidae). Распространены во влажных тропических лесах Новой Гвинеи и близлежащих островов. Одни из самых крупных представителей семейства.

## Классификация
В состав рода включают три вида:
| Изображение | Научное название | Русское название | Распространение                         |
| ----------- | ---------------- | ---------------- | --------------------------------------- |
|             | Mino anais       | Златогрудый мино | Новая Гвинея                            |
|             | Mino dumontii    | Желтолицый мино  | Новая Гвинея                            |
|             | Mino kreffti     |                  | архипелаг Бисмарка и Соломоновы острова |

Mino kreffti ранее рассматривался в качестве подвида Mino dumontii.